# مركز الكتابة
العديد من المؤسسات التعليمية تحتفظ بمركز للكتابة يوفر للطلاب المساعدة المجانية في أوراقهم ومشاريعهم وتقاريرهم ووثائقهم المتعددة الوسائط وصفحاتهم على شبكة الإنترنت وغيرها من استشارات الخبراء. والهدف الرئيسي من أي مركز للكتابة هو مساعدة الكتاب على التعلم. وتشمل الخدمات النموذجية المساعدة في الغرض، والهيكل، ووظيفية الكتابة، وهي موجهة نحو الكتاب من جميع المستويات ومجالات الدراسة. تحاول مراكز الكتابة تقديم رد غير قانويي وغير تصحيحي، بدلا من الاعتماد على شرح أوضح لأسباب فشل جزء من الكتابة في تحقيق أهداف الكاتب. والهدف من ذلك هو مساعدة الكاتب على تعلم كيفية التعامل مع مختلف المقتضيات التي قد يواجهها مع إدراك أنه لا توجد كتابة غير متجانسة، بل إنها تخاطب دائما جمهورا محددا.
مركز الكتابة عادة ما يقدم مؤتمرات فردية حيث يقدم مدرس الكتابة ملاحظاته على قطعة الكتابة في متناول اليد؛ الوظيفة الرئيسية لمعلم الكتابة هي مناقشة كيف يمكن مراجعة قطعة الكتابة. ومع ذلك، فإن المعلم عادة لا يراجع أو يحرر عمل الطالب. بدلا من ذلك، ييسر المعلم محاولات الطالب لمراجعة عمله الخاص من خلال التحدث مع الطالب حول الموضوع في متناول اليد، ومناقشة مبادئ وعمليات الكتابة، ونمذجة الخطابات البلاغية والنحوية للطالب لتطبيق، ومساعدة الطالب في تحديد أنماط الخطأ النحوي في كتاباته. 
تاريخيا، بدأت مراكز الكتابة في الجامعات الأمريكية تظهر كـ«مختبرات الكتابة» في أوائل القرن العشرين. تشير إليزابيث بوكيه وستيفن نورث إلى أصول مختبر الكتابة كطريقة في الأساس، وليس مكانا، حيث «السمة الرئيسية لها تبدو أن كل العمل كان ينبغي القيام به خلال وقت الفصول الدراسية». وكان هذا للسماح للطالب أن يؤلف مع المعلم الحاضر، ويكون قادر على المساعدة في أي مراجعات أو أسئلة قد تكون لدى الطالب. ومع ذلك، مع نمو أحجام الفصول والجامعات، بدأت مراكز الكتابة في التطور كمؤسسات جامعية، غالبا ما تصور كخدمة تحرير للطلاب. وكثيرا ما ينظر أعضاء هيئة التدريس والطلاب والموظفين والإداريين إلى مراكز الكتابة كأماكن لإعادة المعالجة. ولكن في أفضل حالاتها، فهي الأماكن التي يمكن لجميع الطلاب، بما في ذلك أفضلهم، الحصول بشكل أفضل على مكان (وفقا لكارين هيد)، «يعود إلى المثل الأعلى من المساحة الآمنة للنقاش النشط والخطاب حول أفضل الطرق على التواصل في مجموعة متنوعة من الوسائط».
كما تقدم بعض المؤسسات مختبر الكتابة على الإنترنت (OWL) الذي يحاول عادة اتباع نموذج كتابة الدروس الخصوصية في بيئة إلكترونية. وقد قيل أن هذه البيئات هي خطوة نحو نموذج جديد لمراكز الكتابة، وهو نموذج يعرف بمراكز متعددة المعارف. وهناك بيئة أخرى يمكن أن تندرج تحت هذه الفئة هي مساحة مادية تعرف باسم الاستوديو الرقمي.
في حين أن بعض المؤسسات ليس لديها مراكز للكتابة، فإن عددا منها يقدم دعما مماثلا من خلال كيانات لها اختصاص (نطاق) أوسع. ويمكن أن تسمى هذه عادة وحدات المهارات الأكاديمية أو مجموعات تطوير التعلم.
كانت هناك حركة حديثة في مراكز الكتابة لتقديم الخدمات للمجتمع غير الأكاديمي. وتشمل هذه الخدمات الاستجابة الفردية للكتاب غير الملتحقين بالمدارس، وحلقات عمل بشأن طائفة واسعة من المواضيع. وغالبا ما يتم تحديد مراكز الكتابة هذه كمراكز مجتمعية للكتابة.
مراكز الكتابة ليست فقط ظاهرة لمرحلة ما بعد الثانوية. حيث نجحت بعض المدارس الثانوية في إنشاء مراكز كتابة مماثلة لنموذج التعليم العالي.
لم تعد تلك المراكز ظاهرة أمريكية صارمة، حيث انتشرت مراكز الكتابة في مناطق العالم الأخرى أيضا. الجمعية الأوروبية لتدريس الكتابة الأكاديمية (EATAW) هي من ضمن جزء يتعلق بدراسة وتطوير مراكز الكتابة في الجامعات الأوروبية. تلتزم جمعية مراكز الكتابة الدولية (IWCA) بدعم مراكز الكتابة من جميع أنحاء العالم، عن طريق الجمعيات الإقليمية الحالية في أوروبا والجمعيات المقترحة في الشرق الأوسط وجنوب أفريقيا والشرق الأقصى.
في كثير من الحالات، مديري مراكز الكتابة أومسؤولي برامج الكتابة (WPAs) هم المسؤولون عن إجراء تقييم مركز الكتابة، ويجب إبلاغ هذه النتائج إلى الإدارة الأكاديمية ومختلف أصحاب المصالح. ويعتبر التقييم مفيدا لمراكز الكتابة لأنه يقود المجتمع إلى تحمل السلوكيات المهنية والأخلاقية الهامة ليس فقط لمراكز الكتابة ولكن لكافة التعليم العالي.